# Scuola rodia

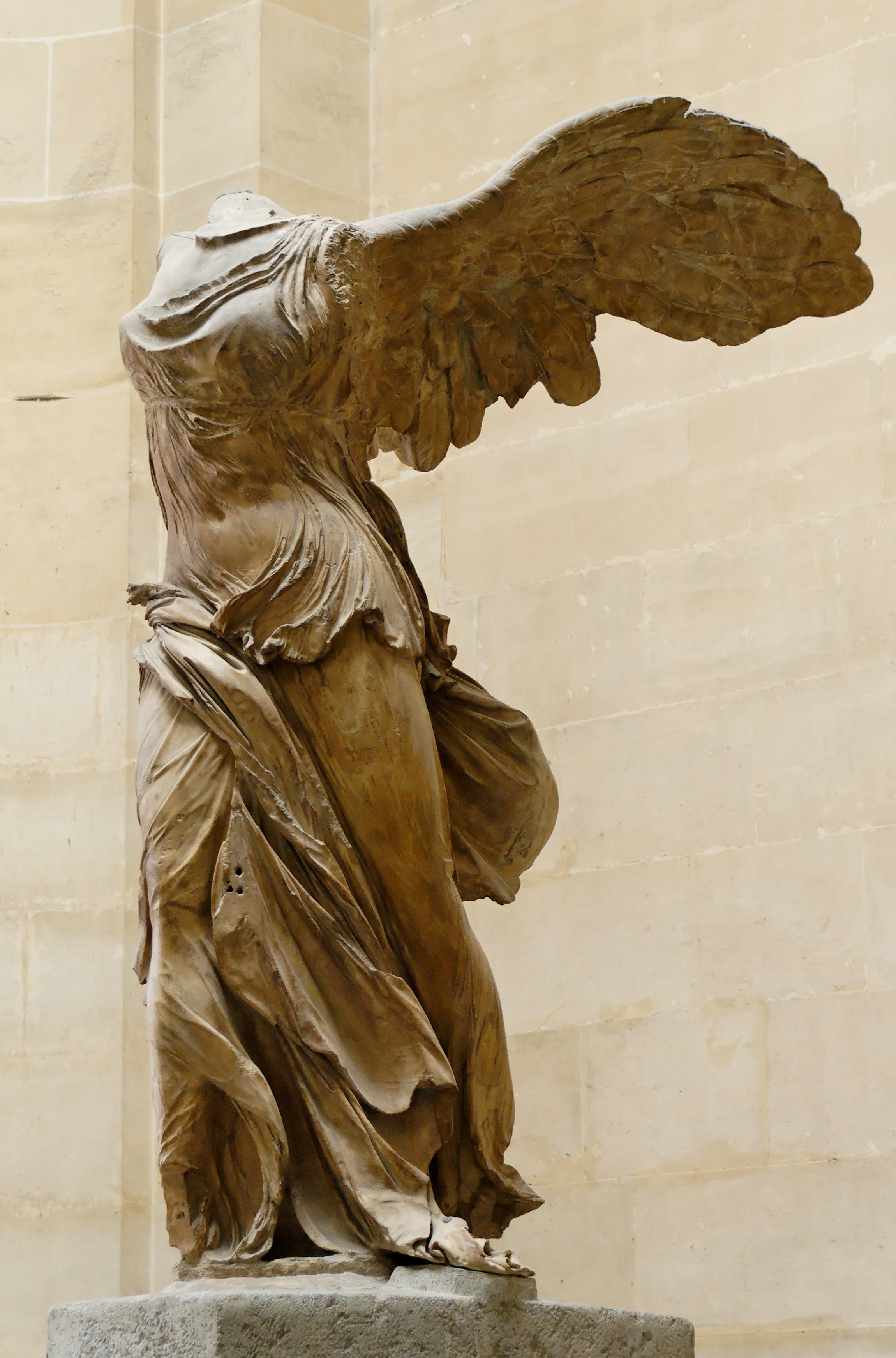
La Nike di Samotracia

La Scuola rodia fu una delle nuove correnti fondamentali dell'arte ellenistica, assieme a quella alessandrina e quella pergamena. Si sviluppò nell'isola di Rodi, un vivacissimo centro commerciale delle Sporadi meridionali.

## Contesto storico
Rodi fu conquistata da Alessandro Magno, alla cui morte entrò nei possedimenti macedoni di Antigono, stringendo però al contempo forti legami culturali e commerciali con i Tolomei di Alessandria per formare così la lega rodo-egiziana che controllò i traffici commerciali nell'Egeo per tutto il III secolo a.C. La vicinanza col regno di Pergamo e l'impero seleucide garantiva una posizione strategica in tutto il Mediterraneo orientale.
La città divenne un centro marittimo, commerciale e culturale di grande importanza la cui moneta circolava per tutto il Mediterraneo. Le sue famose scuole di filosofia, scienza, letteratura e retorica rivaleggiavano con quelle di Alessandria. Fra i più importanti esponenti di questo grande momento di sviluppo vi furono il maestro di retorica Eschine, Apollonio di Rodi, gli astronomi Ipparco e Gemino, il filologo e grammatico Dionisio Trace.
Nel 305 a.C., il figlio di Antigono assediò Rodi al fine di rompere l'alleanza col rivale egiziano. Dopo un anno, nel 304 a.C., si arrivò a un accordo di pace e l'assedio fu tolto: gli abitanti dell'isola decisero di vendere gli equipaggiamenti abbandonati dagli assedianti per poter così erigere una statua al dio Elio, statua conosciuta come il Colosso di Rodi. Seguì un lungo periodo di pace e prosperità, che si mantenne anche in epoca romana.

## Scultura

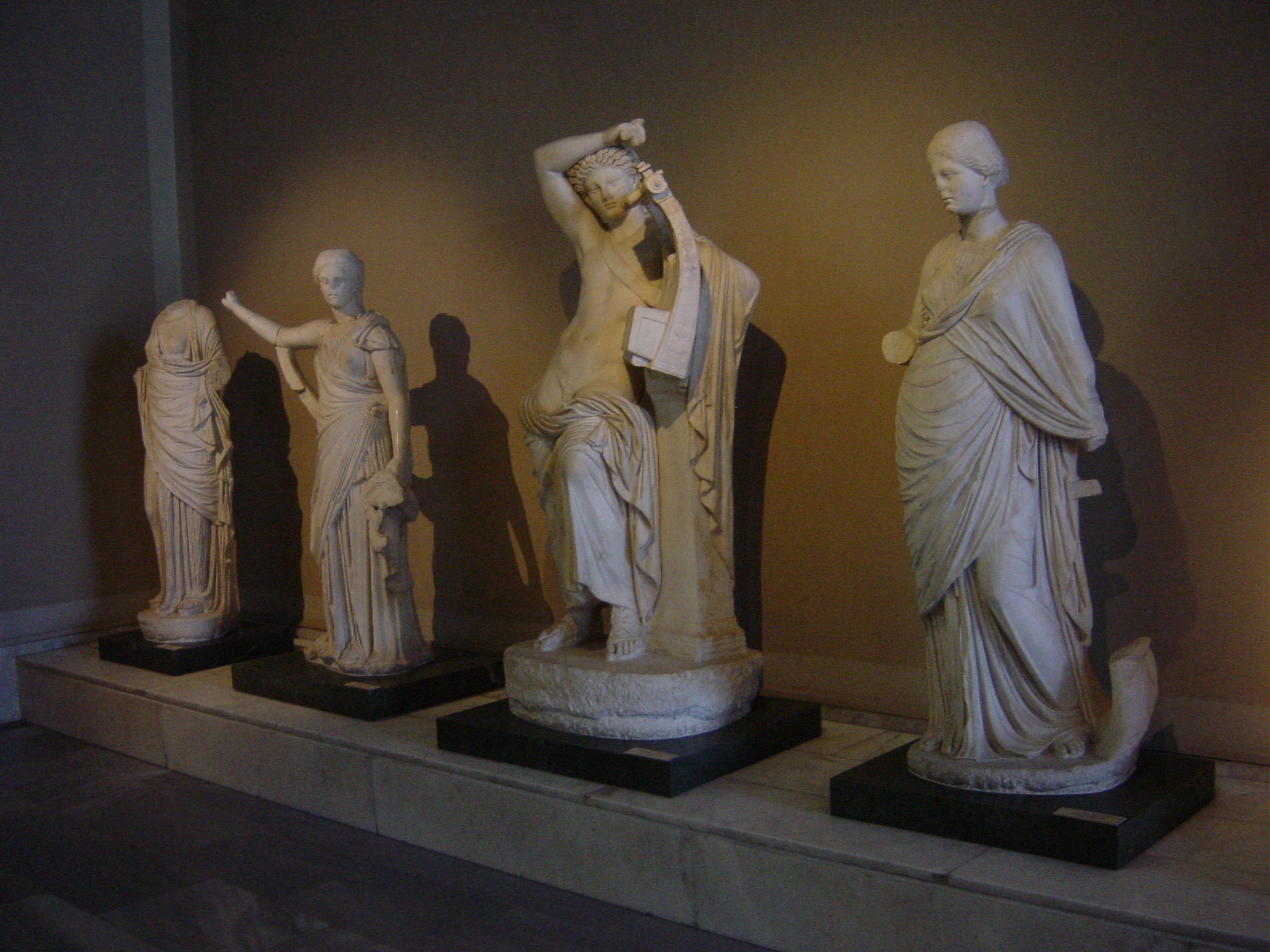
Ciclo delle Muse, copia da Filisco di Rodi, II secolo. Museo archeologico di Istanbul.

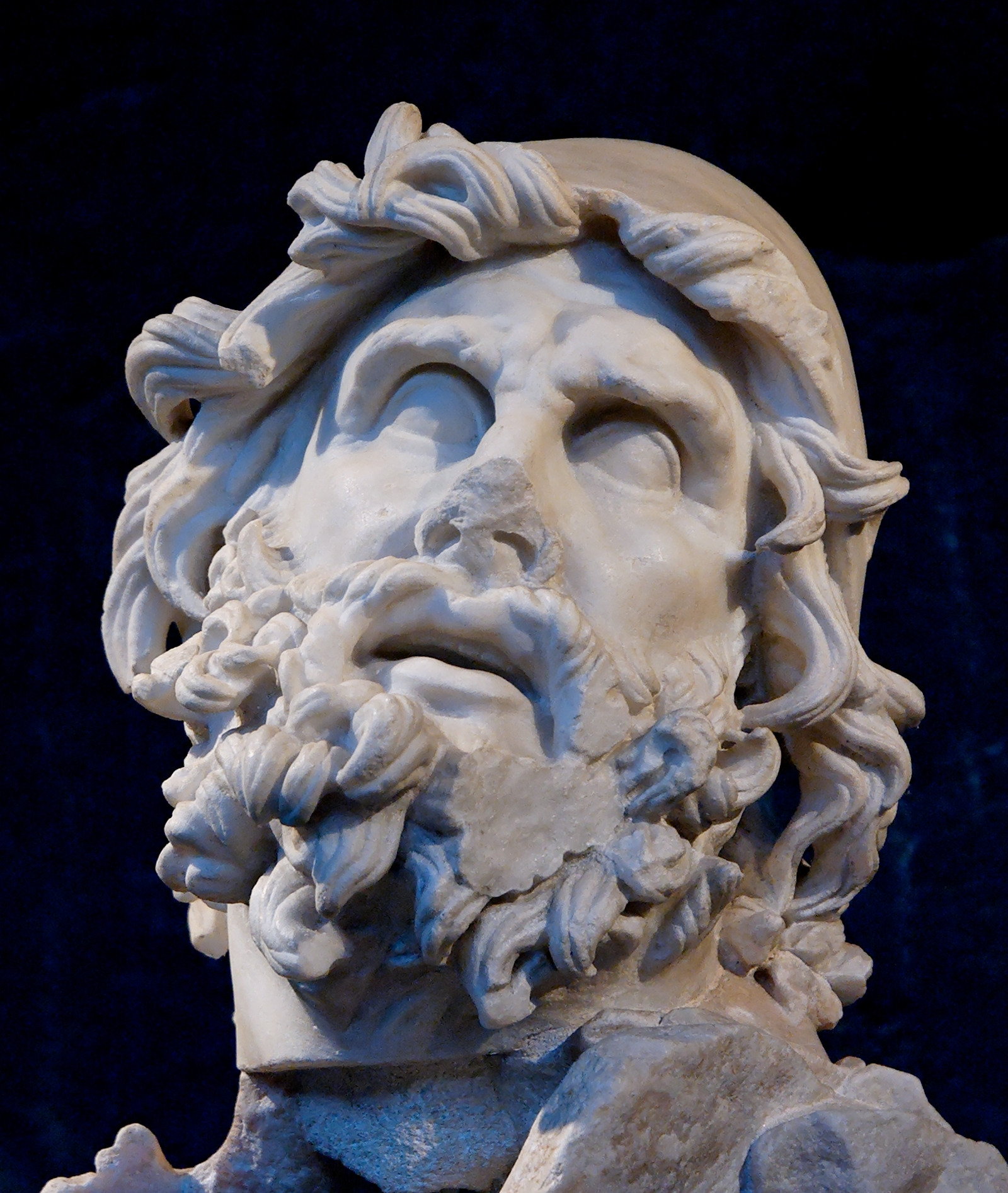
Testa di Ulisse dal gruppo di Polifemo di Sperlonga

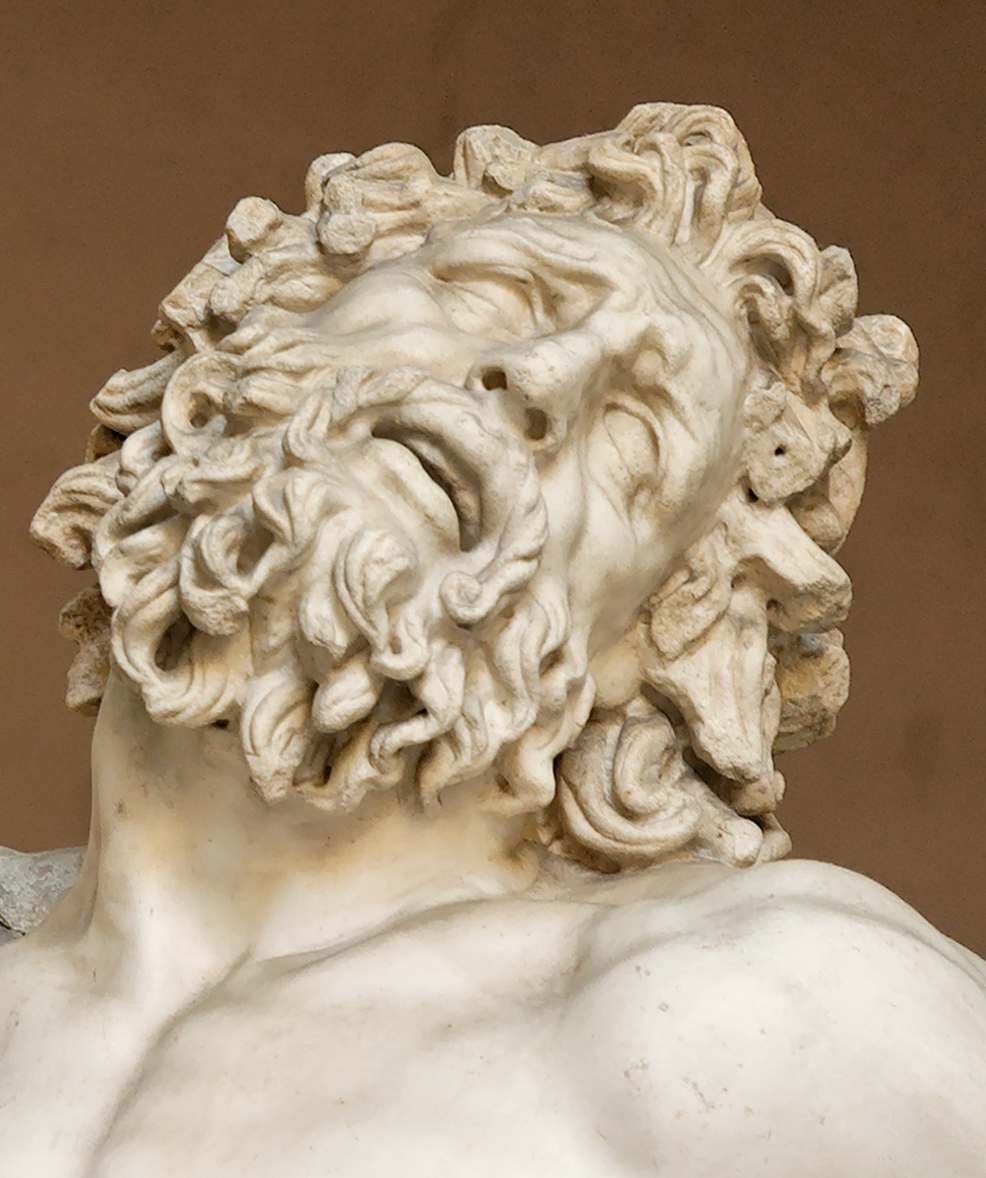
Testa del Laocoonte

L'arte ellenistica rodia, o scuola rodia, è documentata epigraficamente da una quantità considerevole di basi di statue firmate che testimoniano dell'attività in loco di intere famiglie di artisti e di più di cento scultori, tra III e I secolo a.C. Un apporto considerevole nella formazione della scuola rodia si ebbe da parte degli allievi di Lisippo (lo stesso Lisippo lavorò a Lindo) e da Carete di Lindo in particolare, che tra il 304 e il 292 a.C. eseguì in Rodi il perduto colosso del Sole in bronzo per celebrare l'allontanamento di Demetrio I Poliorcete, un'opera che doveva sviluppare le esperienze di Lisippo e della sua scuola a Taranto.
Le fonti epigrafiche mostrano in ogni modo come gli scultori di Rodi provenissero, soprattutto nel II e nel I secolo a.C. anche da Atene e soprattutto dall'ambiente asiatico al quale l'isola storicamente apparteneva.
Le fonti letterarie riferiscono di gruppi paesistici; il senso dell'opera integrata nel paesaggio è già presente nel Monumento navale innalzato sull'acropoli di Lindo nel 260 a.C., un soggetto ispirato ai temi di Apollonio di Alessandria il quale, stabilitosi sull'isola, assunse l'epiteto di Rodio. Frequenti e tipiche del luogo sono le basi di sculture in forma di roccia; alle sculture scolpite direttamente nel calcare delle rupi, di derivazione anatolica, si affiancano nicchie destinate ad accogliere le statue che tendono ad accordarsi con lo sfondo naturale. La ricostruzione della città dovuta al terremoto del 228 a.C. portò all'organizzazione sull'acropoli di Rodi di percorsi simili a quelli già presenti ad Alessandria d'Egitto, che conducevano, tra spazi verdi, a ninfei, fontane e grotte artificiali. Il virtuosismo dei bronzisti a Rodi guarda alla pittura della fine del IV secolo a.C. ed è collegabile alla presenza di Protogene e alla cultura vibratile e lineare tipica della Grecia orientale; si forma un immaginario fantasioso e astraente che crea mondi lontani dalla statuaria tradizionale.
La Nike di Samotracia evidenzia, all'inizio del II secolo a.C. (200-180 a.C. circa), una derivazione dall'arte pergamena forse recepita nei decenni precedenti attraverso Magnesia al Meandro e il cantiere per l'altare del tempio di Artemide. La Nike, raffigurante una vittoria alata sulla prua di una nave, si rifà alla tradizione degli acroteri attici e peloponnesiaci tra V e IV secolo a.C. È investita da un vento impetuoso, che fa aderire il setoso panneggio al corpo, risaltandone lo slancio, e lo gonfia in pieghe mai schematiche, di estrema abilità virtuosistica; la statua come si desume dal basamento, era concepita per una visione di tre quarti. Conservata al Louvre è attribuita a Pitocrito. Il ciclo delle Muse di Filisco di Rodi, intorno al 160 a.C., riconduce nuovamente al verismo virtuosistico rodio che fu definito rococò, minuto e analitico, entro il quale si smorza il barocco pergameno.
Il supplizio di Dirce, di Apollonio e Taurisco di Tralles, figli di Menecrate, è un esempio utile ad evidenziare la differenza tra la volontà di coinvolgimento del fruitore, evidente a Pergamo, e il mantenimento di una fruizione classica del racconto mitico, da un unico punto di vista, quale è presente nel gruppo rodio. Ciò che si rileva inoltre è una minore tensione strutturale del corpo umano, e un trattamento più fluido e morbido nei passaggi.
Il tardo ellenismo, fino alla metà del I secolo a.C. vede a Rodi il passaggio da una prevalente produzione in bronzo ad un aumento della produzione marmorea, coadiuvata dall'apertura delle cave di Coo, verso il 190 a.C.
Opera molto nota di scuola rodia è il Gruppo del Laocoonte, copia marmorea, che Plinio (Nat. hist., XXXVI, 37) attribuisce agli scultori Agesandro, Atenodoro di Rodi e Polidoro, di un bronzo forse fuso a Pergamo alla fine del II secolo a.C. Alla stessa bottega rodia si riferiscono anche le opere rinvenute nella grotta della Villa di Tiberio a Sperlonga nel 1957, una delle quali, il gruppo di Scilla, reca la firma degli scultori citati da Plinio. Si ritrova in questi gruppi lo schema del sovrapporsi e digradarsi dei piani della rappresentazione in un ritmo ascendente e organizzato in base ad un punto di vista unico; la nave nel gruppo di Scilla è tagliata lateralmente come da una cornice, espediente frequente sin da epoca arcaica, ma nuovo nell'ambito della scultura a tutto tondo.
Le copie marmoree di Scilla e del Laocoonte sono databili dalla metà del I secolo a.C. e derivano da originali bronzei di età ellenistica. Il fenomeno delle copie in marmo, seppur rielaborate, almeno inizialmente, viene definito neoellenismo e la committenza è la stessa che si trova nel neoatticismo; Atenodoro, Agesandro e Polidoro producono opere bronzee per la domanda locale e firmano copie marmoree per l'esportazione. La replica marmorea della Dirce fu commissionata da Asinio Pollione dopo il 38. Le opere di Sperlonga fanno probabilmente seguito all'esilio volontario di Tiberio a Rodi negli ultimi anni del I secolo a.C.